# Балсам за устни
Балсамът за устни е продукт, който се нанеся за омекотяване на изветрени или напукани устни, както и за лечение на херпес. Балсамът за устни често съдържа пчелен или карнаубски восък, камфор, ланолин, парафин и вазелин.
През 2019 година обемът на световния пазар на балсам за устни възлиза на 660 милиона долара. Предвижда се, че пазарът ще расте със 7,3% през следващите пет години и ще достигне 1010 милиона долара през 2024 година.

## Видове
В зависимост от съставните компоненти има различни видове балсами за устни:
- Балсам за устни с UV филтър. Трябва да се използва през лятото или на места с висока слънчева активност (като ски курорти).
- Подхранващ балсам за устни. Най-добре е да го използвате през зимата.
- Овлажняващ балсам за устни. Ако се използва през зимата, устните могат да се напукат, тъй като балсамът ще се абсорбира твърде бързо.
- Лечебен балсам за устни. Този балсам има омекотяващ и антисептичен ефект.
- Балсам за устни с натурални масла в състава. Съставът на такъв продукт може да съдържа сусамово масло, масло от бабасу, витамини Е и А, които предотвратяват сухота и напукване на устните.

## Технология на производството
Производствени етапи на балсама за устни включват:
- Проверка на изходните суровини по качествени показатели (за козметични продукти се предявяват строги параметри за безопасност)
- Дозиране, топене, смесване на компонентите (с помощта на специално оборудване и условия)
- Вакуумна обработка на масата (премахване на мехурчета)
- Кристализация на сместа (в продължение на два дни)
- Топене
- Формоване (разделяне на общата маса на балсам на парчета, придаване на необходимата форма)
- Предварително опаковане (поставяне на продукта в калъф)